# РПГ-6
РПГ-6 — ручная противотанковая граната направленного кумулятивного действия, предназначена для поражения бронированной техники, её экипажа, вооружения и оборудования, воспламенения горючего и боеприпасов.

## История создания
С появлением тяжелых танков «Тигр», «Пантера», а также самоходных артиллерийских установок типа «Фердинанд» с лобовой броней, составляющей 80-100 мм и более (бортовое бронирование составляло 40-80 мм), появилась необходимость в создании более мощных противотанковых средств, в том числе и гранат.
В 1943 году в московском филиале НИИ-6 конструкторами М. З. Полевиковым, Л. Б. Иоффе и Н. С. Житких при участии Г. В. Хрусталева, А. Н. Осина и Е. И. Пыховой была разработана ручная противотанковая кумулятивная граната РПГ-6, с ударным детонатором (детонатор срабатывает при ударе о препятствие).
На заводе учебных пособий № 2 «Физприбор» в г. Коврове за один месяц был разработан технологический процесс изготовления гранаты РПГ-6, инструментарий для их производства, а также опытная партия в 1000 штук. Снаряжение гранат производилось на заводе № 11.
Войсковые испытания граната РПГ-6 прошла в сентябре 1943 года. В качестве мишени использовалось трофейное штурмовое орудие «Фердинанд» (лобовая броня около 200 мм, бронирование борта около 85 мм). Испытания показали, что граната РПГ-6 при ударе головной частью о цель пробивает броню до 120 мм, в то время как её предшественница РПГ-43 могла пробить около 70 мм. Тогда было рекомендовано принять гранату РПГ-6 на вооружение Красной армии.
В конце октября 1943 года гранаты РПГ-6 начали поступать в войска. В апреле 1945 её производство было прекращено, хотя производство РПГ-43 продолжилось.

## Технологические особенности
Одной из особенностей гранаты РПГ-6 была её простота в производстве — все детали штамповались из листовой стали, а резьбовые соединения получались путём накатки, отсутствовали точеные и резьбовые детали. Рукоятка гранаты изготовлялась из листовой стали толщиной в полмиллиметра. Граната снаряжалась тротилом методом заливки. Все эти факторы позволили запустить РПГ-6 в массовое производство в короткие сроки.